# Zemplínska Teplica
Zemplínska Teplica (maďarskySzécskeresztúr, do roku 1948 Kerestúr) je obec na Slovensku v okrese Trebišov.

## Polohopis
Obec leží 25 km západně od okresního města Trebišov cestou přes Sečovce a 16 km cestou přes Čelovce a Egreš. Část jejího katastrálního území tvoří současně i okresní hranici mezi okresy Trebišov a Košice-okolí. Prochází jí státní silnice II/552 Velké Kapušany - Košice. Ze severovýchodu se na ni v Zemplínské Teplici napojuje státní silnice III/050211 ze Sečovců. Sídlo není přímo napojeno na železniční síť. Nejbližší vlakové stanice leží v Sečovcích, Čelovcích, Slanci a Kalši, které jsou od obce vzdáleny do 10 km.

## Dějiny
Osídlení lokality jako usedlosti na křižovatce polních cest je známé již z 13. století. Obec se v listinách poprvé připomíná v roce 1263 pod názvem Cristúr, později Santa Crux, Kereztur, Kiskeresztur, Kerežtur, Križovany, Kerestúr, Zemplínsky Svätý Kríž a od roku 1955 se jmenuje Zemplínska Teplica. 
Název obce je odvozen podle termálního pramene Teplica, který se nachází v obci. Nejstarší zmínky o Zemplínské Teplici jsou v souvislosti s hradem Puruštyan, neboť byla jeho poddanským příslušenstvím. Obsidiánová lokalita, termální prameny, jeskynní zbytky a paleolitické archeologické nálezy nasvědčují, že zde žil člověk, který po staletí zúrodňoval půdu a pěstoval zemědělské plodiny. V katastru se nacházejí stopy po osídlení v 9. - 10. století. 
V písemnostech ze 14. - 17. století se lokalita vyskytuje pod maďarským názvem Keresztur, tedy Kříž. Podnětem k názvu bylo patrocinium místního chrámu Svatému Kříži. Vznik vesnice může souviset s přítomností mnichů křižovníků ve 13. století a s jejich vlastnictvím vesnice. 
Od konce 16. století a ještě kolem roku 1684 v tamním chrámu sloužili bohoslužby evangeličtí reformovaní kazatelé. Později tam opět působili katoličtí faráři. V 15. - 16. století patřila vesnice ke hradnímu panství Cejkov, kdy ji vlastnili zejména šlechtici Šóšovci. V 16. století část vesnice vlastnili postupně šlechtici z Perína a Báthoryové, v 17. století Šóšovci a Drugetovci. 
V katastru se nacházely i vinice, o nichž jsou doklady z 15. století. Ke vsi patřil vodní mlýn. Na přelomu 16. - 17. století byl Kerestúr velkou vesnicí, největší v okolí. Měl farní, ale zejména poddanské obyvatelstvo. V 17. století se rozsah sídliště zmenšil na úroveň středně velké vesnice. 
V současné době tvoří výškové dominanty obce chrámy. V jihozápadní části obce řeckokatolický ze začátku 19. století a v severovýchodní části obce římskokatolický z roku 1947. Zámeček z 1. poloviny 18. století v současnosti už nestojí. Na vrchu Varheď se nacházejí zbytky hrádku z období středověku. Obec byla v roce 1831 kolébkou Východoslovenského selského povstání, na jehož památku je ve vstupním areálu základní školy umístěna pamětní tabule.

## Památky
- Pomník Východoslovenská rolnickému povstání v areálu základní školy
- Řeckokatolický Chrám Narození přesvaté Bohorodice z roku 1790
- Římskokatolický Kostel Narození svatého Jana Křtitele z roku 1947
- Kaple na křižovatce cest